# Quimper
Quimper er en fransk by som ligger i Bretagne. Det er hovedbyen i Finistère. Der er ca. 60.000 indbyggere i Quimper.